# KLM-vlucht 608
Op 23 augustus 1954 stortte vlucht 608 van de Koninklijke Luchtvaart Maatschappij (KLM) kort voor de landing, ongeveer 20 kilometer voor de kust van het Noord-Hollandse Bergen in zee. Alle 21 inzittenden kwamen bij de ramp om het leven. De oorzaak is nooit vastgesteld.

## Fatale vlucht

### Vluchtgegevens
Aan boord bevonden zich negen bemanningsleden en 12 passagiers, onder wie drie kinderen. De Canadese gezagvoerder C.C. Harman (36) was reeds zeven jaar in dienst bij de KLM en was daarvoor vlieger bij de Royal Air Force. Hij had meer dan 8600 vlieguren op zijn naam staan. Copiloot A.J. de Wolf (38) was drie jaar in dienst en had ca. 6700 uur gevlogen, onder meer bij de luchtmacht. Derde vlieger-navigator was R.M.T. Meijers.
Het vliegtuig werd in 1952 gebouwd en op 26 april van dat jaar, met registratie PH-TFO en naam Willem Bontekoe ingeschreven in het Nederlands Luchtvaartuigregister. De registratie werd op 6 maart 1954 gewijzigd in PH-DFO. Ten tijde van het ongeluk had het 6308 vlieguren gemaakt.

### Vluchtverloop
Vlucht 608 vertrok op 22 augustus met 21 passagiers uit New York en zette koers richting Shannon, Ierland voor een tussenstop. Aldaar stapten negen passagiers uit en werd het vliegtuig bijgetankt. Na iets meer dan een uur vertrok het vliegtuig om 09.29 uur richting Amsterdam.
Om 11.22 uur vloog de Willem Bontekoe het Nederlands luchtruim binnen. Enkele minuten later nam de bemanning contact op met de luchtverkeersleiding op Schiphol om de daling in te zetten richting het baken "Spijkerboor". Om 11.31 uur bevestigde de bemanning dat er toestemming was gegeven om naar 3500 voet te dalen. De verkeersleider gaf om 11.35 uur toestemming om verder te dalen naar 2500 voet, maar kreeg hierop geen antwoord.

### Slachtoffers
Alle 21 inzittenden kwamen om het leven.
| Nationaliteit    | Passagiers | Bemanning | Totaal |
| ---------------- | ---------- | --------- | ------ |
| Nederland        | 2          | 8         | 10     |
| Verenigde Staten | 7          |           | 7      |
| Haïti            | 3          |           | 3      |
| Canada           | 0          | 1         | 1      |
| Totaal           | 12         | 9         | 21     |

## Nasleep

### Berging
Omstreeks vier uur 's middags werden de eerste brokstukken gevonden, op zo'n 20 kilometer uit de kust van Bergen. De weken en maanden daarop werden steeds meer brokstukken opgevist. Toen de berging op 25 november werd stopgezet was 45-50% van de brokstukken geborgen. Bij de opsporing en berging van de resten was het marineschip Hr. Ms. Paets van Troostwijk betrokken die daarvoor een experimentele sonarinstallatie gebruikte.

### Onderzoek
Op 31 augustus werd met een andere DC-6B een reconstructie van de vlucht gemaakt.
Op 14 november 1955 bracht de onderzoeksraad de bevindingen van haar onderzoek naar buiten. De oorzaak van het neerstorten kon niet worden vastgesteld.